# Afrikanska unionen
Afrikanska unionen (AU) (franska: Union Africaine, UA) är ett fördragsbundet samarbete mellan 55 afrikanska suveräna stater. Alla afrikanska stater är medlemmar i unionen. Unionens högkvarter ligger i Addis Abeba i Etiopien.

## Historia

### Bakgrund
Afrikanska unionen upprättades den 9 juli 2002 i Sydafrika genom att samarbetet inom Organisationen för afrikansk enhet (OAU) ersattes och utvidgades. Vid mötet deltog 53 afrikanska stater.
Bakgrunden var den avsaknad av handlingskraft som OAU uppvisat under 1990-talet bland annat i samband med folkmordet i Rwanda 1994 och inbördeskriget i Somalia där man inte kunde lita på det internationella samfundets ingripande. Som en väg mot ett ökat ansvarstagande och att hitta "African solutions to African problems" upprättades Afrikanska unionen.
Olika ledare för olika stater har haft diversifierade tankar om vad Afrikanska unionen ska åstadkomma. Libyens tidigare president Muammar Gadaffi hade målet om ett "Afrikas förenta stater" medan Sydafrikas dåvarande president Thabo Mbeki ville öka västvärldens bistånd till Afrika och få skulder avskrivna mot att demokrati utvecklades i Afrika.
Afrikanska unionens syfte blev att främja enhet och solidaritet mellan afrikanska stater för att stimulera ekonomisk utveckling och för att främja internationellt samarbete.
Totalförsvarets forskningsinstitut, FOI, skrev 2008 att den största skillnaden mellan Afrikanska unionen och tidigare organisationen OAU var "fördömandet av icke-konstitutionella regeringsskiften, samt introduceringen av interventioner vid "allvarliga omständigheter".

### Interventioner
Till skillnad från den tidigare organisationen OAU har Afrikanska unionen större möjligheter att göra interventioner i medlemsländerna.
Den första interventionen gjordes i Burundi 2003. Intervention har även gjorts i Elfenbenskusten. Afrikanska unionen gick in i Darfur, Sudan 2004 innan de ersattes av FN/AU-truppen UNAMID år 2006. Sedan 2005 pågår Afrikanska unionens insats i Somalia med aktuellt (2022) 22 000 personer och under 2013 fanns styrkan MISCA på plats i Centralafrikanska republiken.
Afrikanska unionen har gjort flera interventioner med sin insatsstyrka African Standby Force, ASF, men också fungerat som medlare i konflikter, i vissa fall med stöd av FN. Insatserna har i regel varit framgångsrika.
I samband med att Dohaavtalet undertecknades år 2011 i ett led att avsluta Darfurkonflikten  Sudan åtog sig Afrikanska unionen ansvar för att ansvara för delar av den efterföljande interna dialogen, konsultationen och genomförandet av avtalet.

## Politik

### Allmänt
Afrikanska unionen arbetar på olika områden och nivåer för att stärka fred, säkerhet och demokrati i Afrika. Detta förs främst genom att höja levnadsstandarden och utbildningsnivån, förbättra hälsotillståndet och infrastrukturen, utveckla jordbruket samt stärka handeln mellan de egna staterna och med omvärlden.

### Konstituerande stadgar
Constitutive Act of the African Union och Protocol on Amendments to the Constitutive Act of the African Union är dom stadgarna som styr AUs verksamhet. Där framgår att syftet med AU är att:
- Uppnå större enhet och solidaritet mellan afrikanska länder och deras folk
- Försvara medlemsstaternas suveränitet, territoriella integritet och oberoende
- Påskynda den politiska och socioekonomiska integrationen av kontinenten
- Främja och försvara afrikanska gemensamma ståndpunkter i frågor av intresse för kontinenten och dess folk
- Uppmuntra internationellt samarbete
- Främja fred, säkerhet och stabilitet på kontinenten
- Främja demokratiska principer och institutioner, folkligt deltagande och gott styre
- Främja och skydda mänskliga rättigheter och människors rättigheter i enlighet med den afrikanska stadgan om mänskliga rättigheter och andra relevanta instrument för mänskliga rättigheter
- Upprätta de nödvändiga förutsättningarna som gör det möjligt för kontinenten att spela sin rättmätiga roll i den globala ekonomin och i internationella förhandlingar
- Främja hållbar utveckling på ekonomisk, social och kulturell nivå samt integrationen av afrikanska ekonomier
- Främja samarbete på alla områden av mänsklig verksamhet för att höja levnadsstandarden för afrikanska folk
- Samordna och harmonisera politiken mellan befintliga och framtida regionala ekonomiska gemenskaper för att gradvis uppnå unionens mål
- Främja utvecklingen av kontinenten genom att främja forskning inom alla områden, särskilt inom vetenskap och teknik
- Arbeta med relevanta internationella partners för att utrota sjukdomar som kan förebyggas och främja god hälsa på kontinenten
- Säkerställa att kvinnor effektivt deltar i beslutsfattande, särskilt inom de politiska, ekonomiska och sociokulturella områdena
- Utveckla och främja en gemensam politik för handel, försvar och utrikesförbindelser för att säkerställa kontinentens försvar och stärkandet av dess förhandlingspositioner
- Bjuda in och uppmuntra den afrikanska diasporan till fullt deltagande som en viktig del av vår kontinent, i uppbyggnaden av Afrikanska unionen.[11]

### Långsiktigt arbete
Det långsiktiga arbetet beskrivs i Agenda 2063.

#### Handelszon (AfCFTA)
Arbetet med att implementera en handelszon inom Afrika pågår. 2019 hade 19 länder skrivit på handelsavtalet och dessutom inkorporerat avtalet i sin respektive lagstiftning. Avtalet kunde dock inte träda i kraft förrän minst 22 länder ratificerat det.
2021 hade 54 länder skrivit under handelsavtalet (alla AU-medlemmar utom Eritrea) och 34 hade ratificerat det. Detta betyder att det erforderliga antalet om minst 22 länder hade uppnåtts och avtalet kunde träda i kraft i januari 2021.[källa behövs]

#### Ett enhetligt pass
Unionen planerade att ta bort behovet av visum vid resor inom kontinenten och införa ett enhetligt pass till år 2021. 
År 2022 hade detta mål ännu ej uppnåtts helt:
- Sedan 2016 finns det ett enhetligt pass för den afrikanska kontinenten, men det har hittills enbart utfärdats till en liten krets personer, som t.ex. statsöverhuvuden.
- En mer allmän tillgänglighet för vanliga medborgare har varit planerad sedan länge, men vägen dit är relativt stenig och en tydlig, tillförlitlig tidsplan kan ännu ej med säkerhet fastställas. Bland hinder på vägen kan nämnas: Olika länders inkomster från utfärdandet av visum, utbredd rasism och misstänksamhet mellan folken på kontinenten, upplevda risker på grund av spridning av sjukdomar och smitta, inte minst Covid-19, samt säkerhetsrisker, då det på kontinenten pågår ett antal väpnade konflikter.
- Det finns dock ett antal regionala gränsöverskridande samarbeten, där även ett visst, varierande mått av rörelsefrihet mellan länder har kunnat implementeras. Exempel på sådana  RECs (Regional Economic Communities[13]) är: ECOWAS (15 länder, personlig rörelsefrihet sedan 1985), SADC (16 länder, 80% rörelsefrihet sedan 2018), EAC (6 länder), ECCAS (11 länder), AMU (5 länder), där emellertid de tre sista ännu inte kommit särskilt långt i sina projekt angående personlig rörelsefrihet sinsemellan. Bidrag till detta är dels regionala kriser och dels, att dessa RECs inte är exklusiva, dvs. att vissa länder är medlemmar i mer än ett av dessa regionala samarbeten, ett faktum som naturligtvis komplicerar projekt som personlig rörelsefrihet mellan medlemmarna i en sådan region .[källa behövs]

#### Finanspolitik
Unionen vill även etablera en centralbank och en monetär union 2023 som i sin tur ska införa en gemensam valuta 2028.

## Organisation

### Interna organisationen
Afrikanska unionens struktur har EU som förebild även om samarbetet inom EU är betydligt mer långtgående. Till skillnad från EU är AU:s samarbete helt mellanstatligt.

#### Beslutsfattande organ
Afrikanska unionens högsta styrande organ är Toppmötet, The Assembly, som består av medlemsstaternas stats- och regeringschefer. Det sammanträder minst en gång per år och antar AU:s policy, prioriteringar och det årliga programmet. Dessutom övervakar det genomförandet av det årliga programmet. Ordförandeskapet roterar årligen mellan unionsländernas statschefer.
Verkställande rådet, The Executive Council, består av en minister från varje medlemsland. De flesta medlemsländer representeras av sina utrikesministrar. Styrelsen fattar beslut utifrån det antagna årsprogrammet.
Ett sekretariat eller kommission med tio medlemmar, African Union Authority, arbetar i Addis Abeba, Etiopien. Detta ansvarar för Afrikanska unionens drift.
AU ville genom upprättandet av det pan-afrikanska parlamentet, som inrättades 2004, vars uppgift är att debattera kontinentomfattande frågor och ge råd till AU:s statschefer, uppmuntra Afrikanska invånare och civilsamhället att delta i arbetet. Även Economic, Social & Cultural Council, ECOSOCC, till för dom.
Därutöver finns även Permanent Representitives Committee (PRC), Special Technichal Comitees (STC) och The Peace and Security Council.

#### Övriga organ
AU har även organ som hanterar rättsliga och juridiska frågor, liksom organ som hanterar frågor rörande mänskliga rättigheter. Dessa är:
- African Commission on Human and Peoples’ Rights (ACHPR) bildades 1986 och bevakar brott mot mänskliga rättigheter.[3]
- African Court on Human and Peoples’ Rights (AfCHPR) bildades 2006 och bevakar också brott mot mänskliga rättigheter.[3]
- AU Commission on International Law (AUCIL) etablerades 2009 och har till uppgift att studera juridiska frågor som rör skydd och fred i Afrika inkl. fastställande av gränser.[16]
- AU Advisory Board on Corruption (AUABC)
- The African Committee of Experts on the Rights and Welfare of the Child.[11]

Övriga nyckelorgan inom AU är:
- The Regional Economic Communities (RECs)
- The African Peer Review Mechanism.[11]

### Språk
Enligt den ursprungliga versionen av Afrikanska unionens grundläggande rättsakt var unionens arbetsspråk arabiska, engelska, franska och portugisiska, såväl som afrikanska språk "om det är möjligt".
Artikel 11, som antogs 2003 och ändrade den grundläggande rättsakten, lade till spanska, swahili och "alla andra afrikanska språk" och benämner alla sex språk som "officiella" (snarare än "arbetsspråk") inom Afrikanska unionen. 2022 har artikel 11 trätt i kraft.

### Diasporan
Afrikanska unionens grundläggande rättsakt deklarerar att unionen ska "inbjuda och uppmuntra fullt deltagande av den afrikanska diasporan som en viktig del av vår kontinent, i uppbyggnaden av Afrikanska unionen". Afrikanska unionens regering definierar den afrikanska diasporan som "personer med afrikanskt ursprung som lever utanför kontinenten, oavsett medborgarskap och nationalitet och som är villiga att bidra till utvecklingen av kontinenten och uppbyggnaden av Afrikanska unionen".

### AU och Nato
Afrikanska unionen och Nato inledde ett samarbete år 2005. Samarbetet började med en förfrågan om stöd för AU:s insats i Sudan, AMIS och senare även UNAMID. Därefter har samarbetet fördjupats och kommit att omfatta operativt stöd, utbildningsstöd samt strukturstöd. Nato har även gjort mindre insatser i Somalia som stöd för Afrikanska unionens insats i Somalia. År 2015 öppnade Nato ett kontor i nära anslutning till AU:s huvudkontor i Addis Abeba, Etiopien.

## Medlemsstater

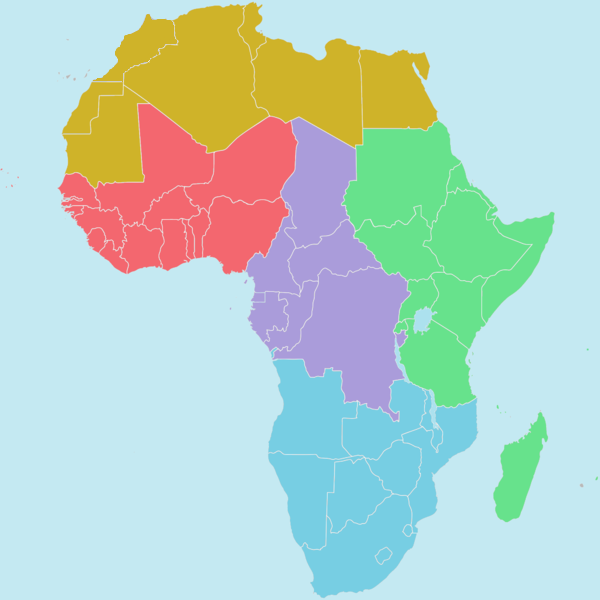
Afrikanska unionens regionindelning:

|  | Norra regionen |

|  | Västra regionerna |

|  | Centrala regionen |

|  | Östra regionen |

|  | Södra regionen |

### Medlemskap
Alla 55 afrikanska stater är medlemmar i Afrikanska unionen. Dessa är indelade i fem geografiska regioner: Central-, Nord-, Syd-, Öst och Västafrika .
Den självutropade staten Somaliland har vid flera tillfällen sökt både medlemskap och om att få bli så kallat observatörsland.

### Medlemmar
| Land                         | Region | Medlem sedan (OAU/ AU>2002) | Anmärkning         |
| ---------------------------- | ------ | --------------------------- | ------------------ |
| Algeriet                     | N      | 1963                        |                    |
| Angola                       | S      | 1975                        |                    |
| Benin                        | V      | 1963                        |                    |
| Botswana                     | S      | 1966                        |                    |
| Burkina Faso                 | V      | 1963                        | Suspenderat 2022-  |
| Burundi                      | C      | 1963                        |                    |
| Centralafrikanska republiken | C      | 1963                        |                    |
| Djibouti                     | Ö      | 1977                        |                    |
| Egypten                      | N      | 1963                        |                    |
| Ekvatorialguinea             | C      | 1968                        |                    |
| Elfenbenskusten              | V      | 1963                        |                    |
| Eritrea                      | Ö      | 1993                        |                    |
| Etiopien                     | Ö      | 1963                        |                    |
| Gabon                        | C      | 1963                        |                    |
| Gambia                       | V      | 1965                        |                    |
| Ghana                        | V      | 1963                        |                    |
| Guinea                       | V      | 1963                        | Suspenderat 2021-  |
| Guinea-Bissau                | V      | 1973                        |                    |
| Kamerun                      | C      | 1963                        |                    |
| Kap Verde                    | V      | 1975                        |                    |
| Kenya                        | Ö      | 1963                        |                    |
| Komorerna                    | Ö      | 1975                        |                    |
| Kongo-Brazzaville            | C      | 1963                        |                    |
| Kongo-Kinshasa               | C      | 1963                        |                    |
| Lesotho                      | S      | 1966                        |                    |
| Liberia                      | V      | 1963                        |                    |
| Libyen                       | N      | 1963                        |                    |
| Madagaskar                   | Ö      | 1963                        |                    |
| Malawi                       | S      | 1964                        |                    |
| Mali                         | V      | 1963                        | Suspenderat 2021-  |
| Marocko                      | N      | 1963/ 2017                  |                    |
| Mauretanien                  | N      | 1963                        |                    |
| Mauritius                    | Ö      | 1968                        |                    |
| Moçambique                   | S      | 1975                        |                    |
| Namibia                      | S      | 1990                        |                    |
| Niger                        | V      | 1963                        | Suspenderat 2023   |
| Nigeria                      | V      | 1963                        |                    |
| Rwanda                       | Ö      | 1963                        |                    |
| São Tomé och Príncipe        | C      | 1975                        |                    |
| Senegal                      | V      | 1963                        |                    |
| Seychellerna                 | Ö      | 1976                        |                    |
| Sierra Leone                 | V      | 1963                        |                    |
| Somalia                      | Ö      | 1963                        |                    |
| Sudan                        | Ö      | 1963                        | Suspenderade 2021- |
| Swaziland                    | S      | 1968                        |                    |
| Sydafrika                    | S      | 1994                        |                    |
| Sydsudan                     | Ö      | 2011                        |                    |
| Tanzania                     | Ö      | 1963                        |                    |
| Tchad                        | C      | 1963                        |                    |
| Togo                         | V      | 1963                        |                    |
| Tunisien                     | N      | 1963                        |                    |
| Uganda                       | Ö      | 1963                        |                    |
| Västsahara, SADR             | N      | 1982                        |                    |
| Zambia                       | S      | 1964                        |                    |
| Zimbabwe                     | S      | 1980                        |                    |

### Medlemshistorik
Vid etableringen av Afrikanska unionen följde alla dåvarande OAU-medlemmar med, även Madagaskar, vid denna tid dock som suspenderad medlem.
Suspension har historiskt använts av AU som medel för att hantera ogynnsamma eller oklara politiska förhållanden, särskilt i samband med statskupper. Då det är ett mildare medel än att utesluta och återuppta medlemmar. Hanteringen har dock inte varit konsekvent, då det vid sådana utvecklingar lätt uppstår gråzoner.[källa behövs]
- Guinea fick sitt medlemskap suspenderat efter militärkuppen 2008.[25] Suspensionen varade från den 23 december 2008 till januari 2011.[källa behövs] Landet fick återigen sitt medlemskap suspenderat 2021 efter en ny statskupp.[26]
- Madagaskar fick sitt medlemskap suspenderat mellan december 2001 (OAU) och 10 juli 2003 samt[källa behövs] mellan 20 mars 2009[27] och 27 januari 2014[källa behövs] efter militärkuppen 2009.[27]

- Sudan suspenderades i tre månader 2019 efter att regeringen avsatts av ett militärråd.[3] Landet suspenderas återigen i oktober 2021 efter en ny militärkupp.[28]
- Mali suspenderades i maj 2021 efter den andra statskuppen på nio månader.[3]
- Eritrea suspenderade 2009 sitt medlemskap själv på grund av att unionen bad FN:s säkerhetsråd att införa sanktioner mot Eritrea som svar på påstått stöd till somaliska islamister.[29] Landet har sedan från och med 2011 arbetat på att normalisera sin relation till unionen.[källa behövs]
- Burkina Faso fick sitt medlemskap suspenderat i januari 2022[26] efter en militärkupp. Avstängningen gäller till dess att landet återgått till den konstitutionella ordningen.[30]
- Marocko valde att lämna unionens föregångare, OAU, 1984 när många andra medlemsstater stöttade Västsahara.[31][32][3] I juli 2016 annonserade Marockos kung att landet kommer att ansöka om att bli medlem på nytt efter att ha stått utanför det afrikanska samarbetet i 32 år.[33] 2017 blev landet medlem i AU igen.[3]
- Västsahara, Sahariska arabiska demokratiska republiken (SADR) är medlem sedan upprättandet 2002 (medlem i OAU sedan 1982).[källa behövs] Vissa länder har sedan dess dragit tillbaka sitt stöd för Västsahara.[34]
- Kongo-Kinshasa, som allierad med Marocko, motsatte sig OAU:s förslag att släppa in Västsahara i organisationen, och Mobutu-regimen i Kongo-Kinshasa bojkottade som en följd av detta unionen från 1984 till 1986.[35]

#### Randfrågor kring medlemskapen
Zimbabwe blev medlem i OAU den 18 juni 1980. Stater har suspenderats av Unionen på grund av statskupper eller vägran att hålla val, men Zimbabwes våldsvälde har AU inte agerat emot.

## Ekonomi
Afrikanska unionens medlemsstater tillhör de fattigaste på jorden. Det påverkar AUs ekonomi. AU hade 2008 bristande resurser och kapacitet.
AU:s totala budget 2007 var 73 miljoner dollar. Utöver det tillkom pengar från internationella givare genom AU:s Peace Fund och det som gavs i samband med specifika operationer på 63 miljoner dollar. EU:s budget var ca 2500 gånger så stor på 129 miljarder euro. 2004 var budgeten 43 miljoner dollar.
Budgeten för 2020 var på 647,3 miljoner dollar. Varav 157,2 miljoner dollar skulle finansiera unionens operationella budget, 216,9 miljoner dollar programbudgeten och 273,1 miljoner dollar fredsstödjande operationer.
Fredsstödjande insatser skulle finansieras till 38 % av medlemsstater och till 61 % av internationella partners. Driftsbudgeten skulle finansieras i sin helhet av medlemsstaterna och programbudgeten som skulle stödja bland annat utveckling av infrastruktur, regional integration för fred och säkerhet, utbildning och kompetensutveckling, energi, hälsa samt främjande av jämställdhet skulle finansieras till 41 % av medlemsstaterna och 59 % från internationella partner.

## Unionens symboler

### Flaggan

AU:s flagga

Afrikanska unionens flagga sedan 2010 är grön, med Afrikas kontur framför en vit sol, omgivet av en cirkel med stjärnor. Tidigare användes OAU:s flagga, i färgerna grönt, vitt och guld, och med unionens emblem centralt placerat.
- Grönt symboliserade afrikanskt hopp och strävan efter enhet.
- Guld symboliserade afrikansk välfärd och en ljus framtid.
- Vitt symboliserade renheten i Afrikas önskan att ha genuina vänner i hela världen.

### Emblemets symbolik

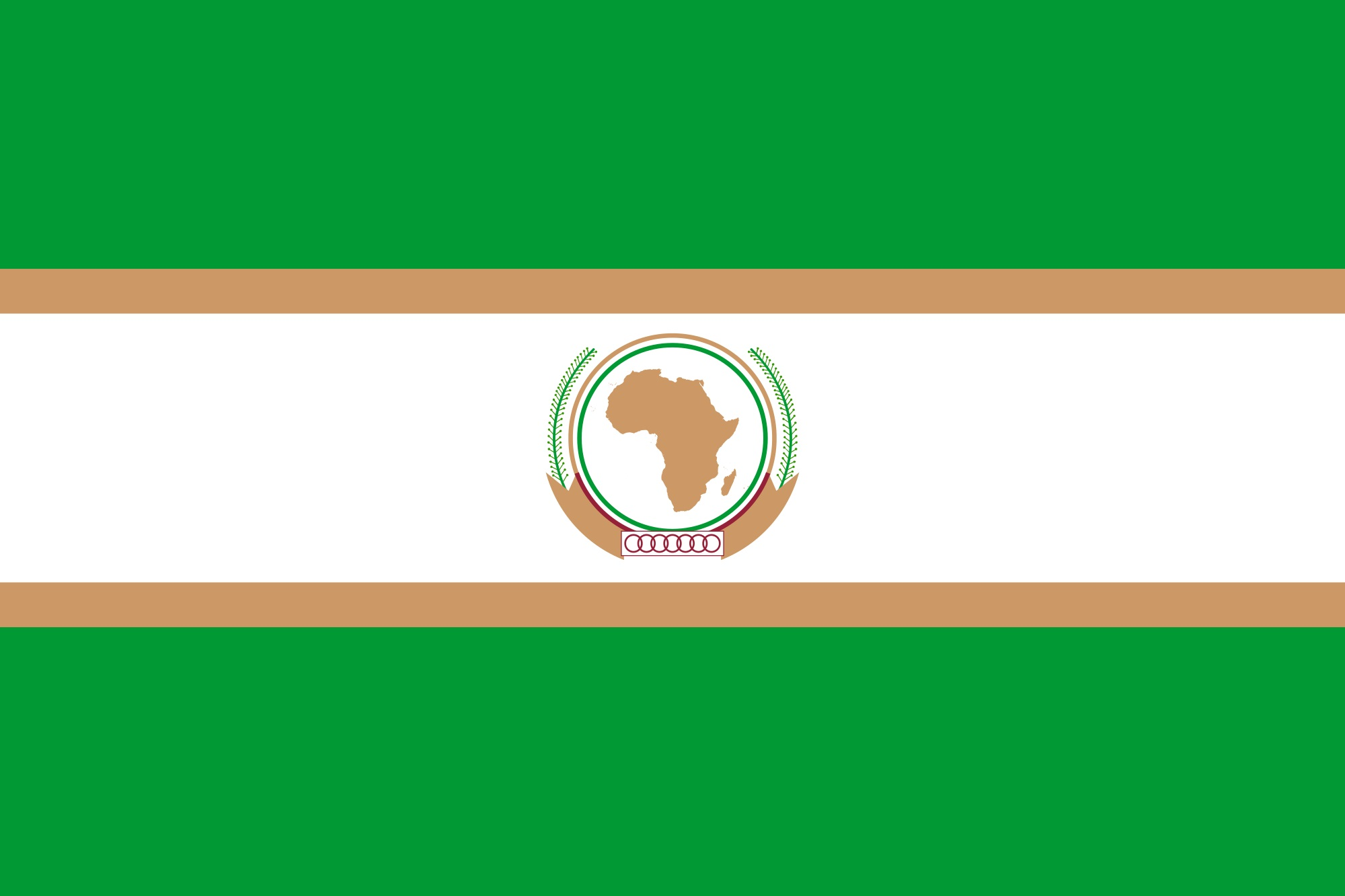
OAU:s flagga användes av AU fram till 2010.

Afrikanska unionens emblem visar en gyllene Afrikakarta utan politiska gränser, i två koncentriska cirklar (en grön och en guldfärgad), omgiven av två stiliserade palmblad. I botten finns sju sammanlänkade röda ringar. Emblemet användes även tidigare av Organisationen för afrikansk enhet.
- Palmbladen som omsluter emblemet står för fred.
- Guldcirkeln symboliserar afrikansk välfärd och en ljus framtid.
- Den gröna cirkeln står för afrikanska hopp och strävanden.
- Kartan av Afrika utan gränser står för afrikansk enhet.
- De röda ringarna i emblemets nederkant står för afrikansk solidaritet och för blodet som spillts under Afrikas befrielse.